# 三浦辰雄
三浦 辰雄（みうら たつお、1900年（明治33年）11月12日 - 1989年（平成元年）3月17日）は、昭和期の農林技官及び官僚、政治家。参議院議員（1期）、林野庁長官。

## 経歴
福島県出身。1925年（大正14年）東京帝国大学農学部林学科を卒業した。
農商省に入省し、営林局技師、農林技師を務めた。1947年（昭和22年）12月、林野局長官に就任し、1949年（昭和24年）6月、林野局が林野庁に改称され引き続き長官に在任し、1950年（昭和25年）3月に退任した。
1950年（昭和25年）6月の第2回参議院議員通常選挙に全国区から無所属で出馬して当選し、参議院議員に1期在任した。この間、緑風会建設部会長、同風水害対策特別委員長などを務めた。
その他、大同商事社長、同会長、全国木炭協会会長、日本漆協会会長、日本林業協会副会長、全国森林組合連合会副会長、日本林道協会副会長、大日本山林会副会長、農林中央金庫理事、林総協理事、福島県森林組合連合会理事などを務めた。
1971年（昭和46年）春の叙勲で勲二等瑞宝章受章（勲四等からの昇叙）。
1989年（平成元年）3月17日死去、88歳。死没日をもって正五位から従四位に叙される。